# Palmeira (Paraná)
Palmeira is een gemeente in de Braziliaanse deelstaat Paraná. De gemeente telt 32.401 inwoners (schatting 2009).

## Aangrenzende gemeenten
De gemeente grenst aan Balsa Nova, Campo Largo, Lapa, Ponta Grossa, Porto Amazonas, São João do Triunfo en Teixeira Soares.

## Galerij

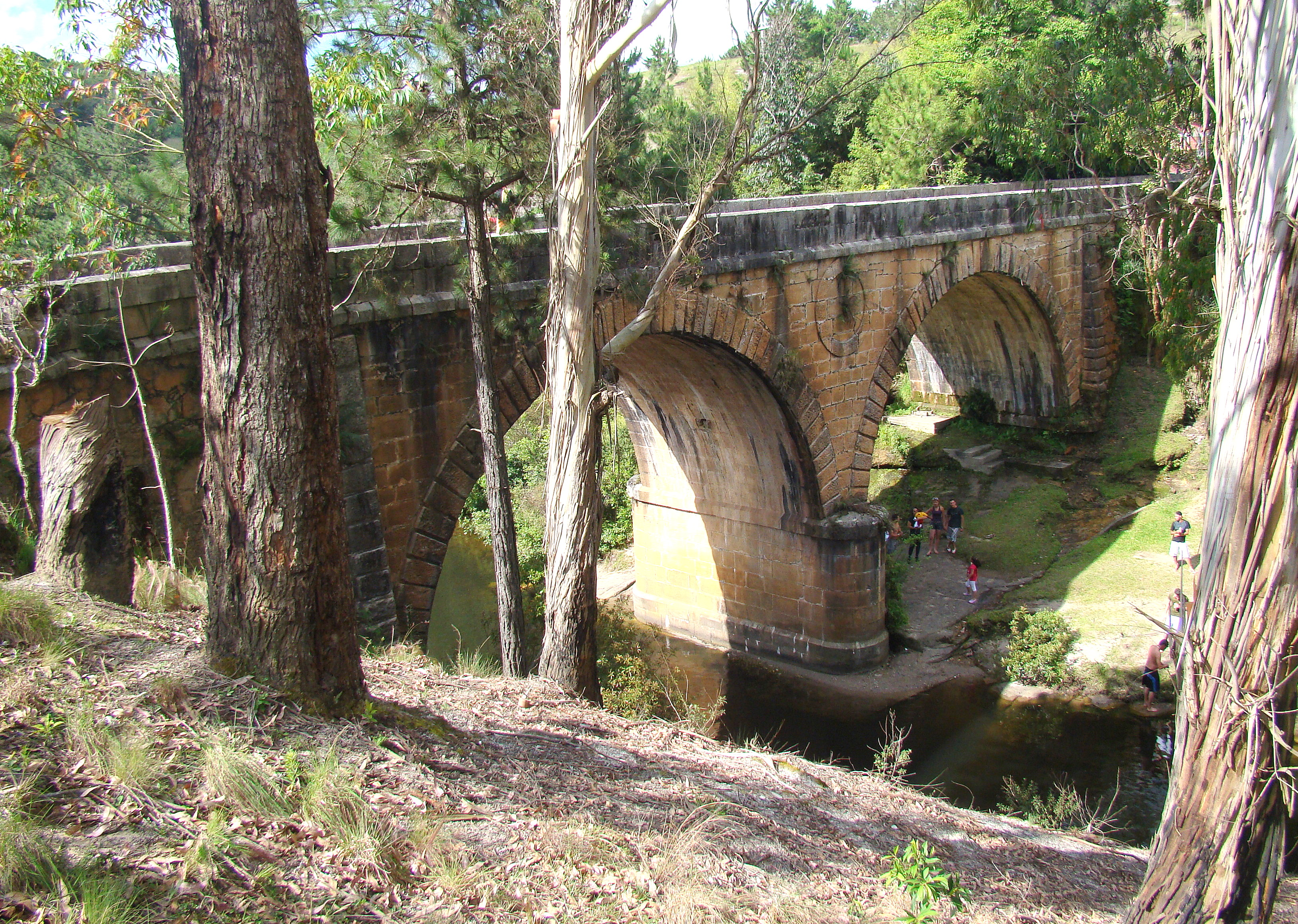
Brug van papegaaien.
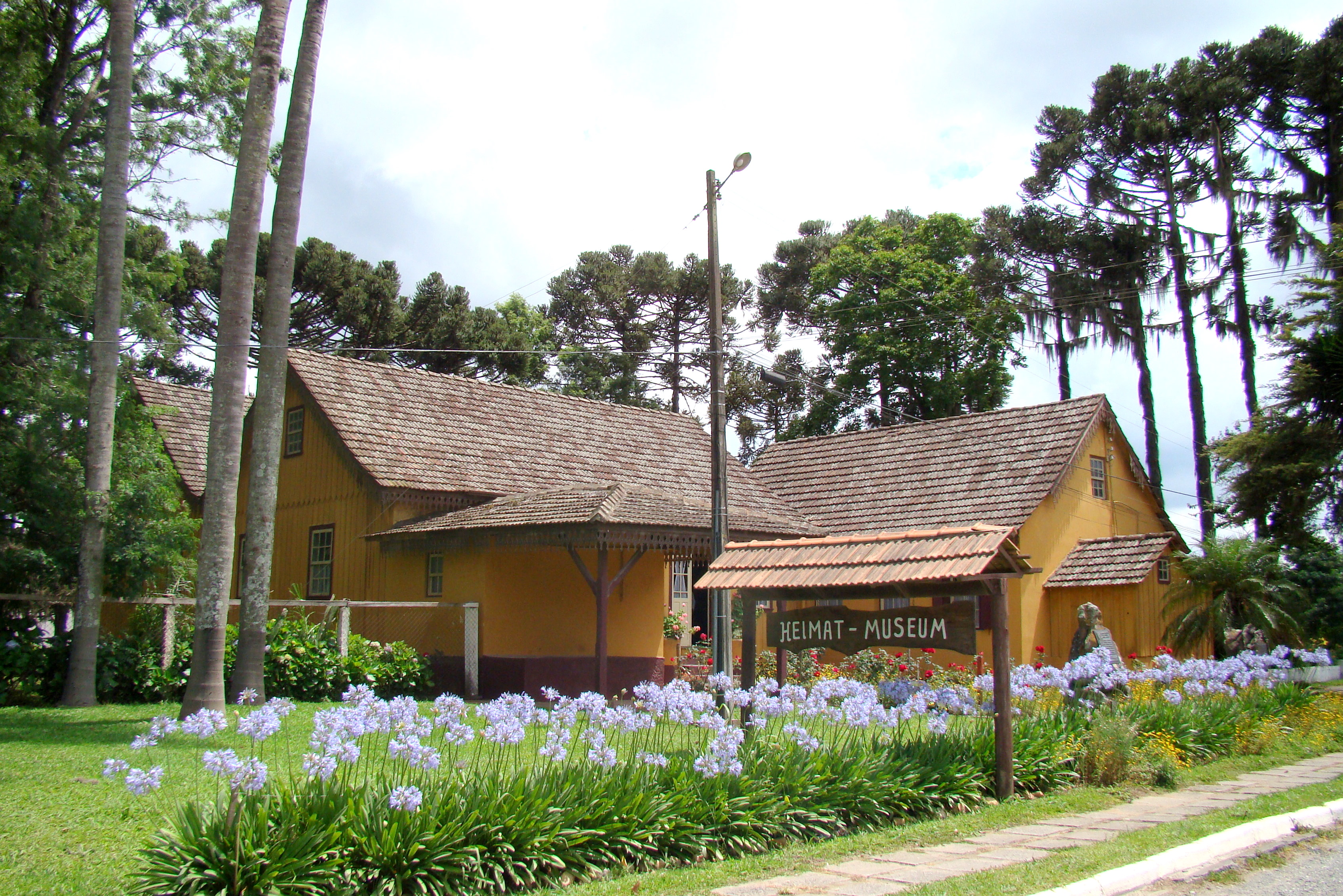
Museum in Kolonie Witmarsum.
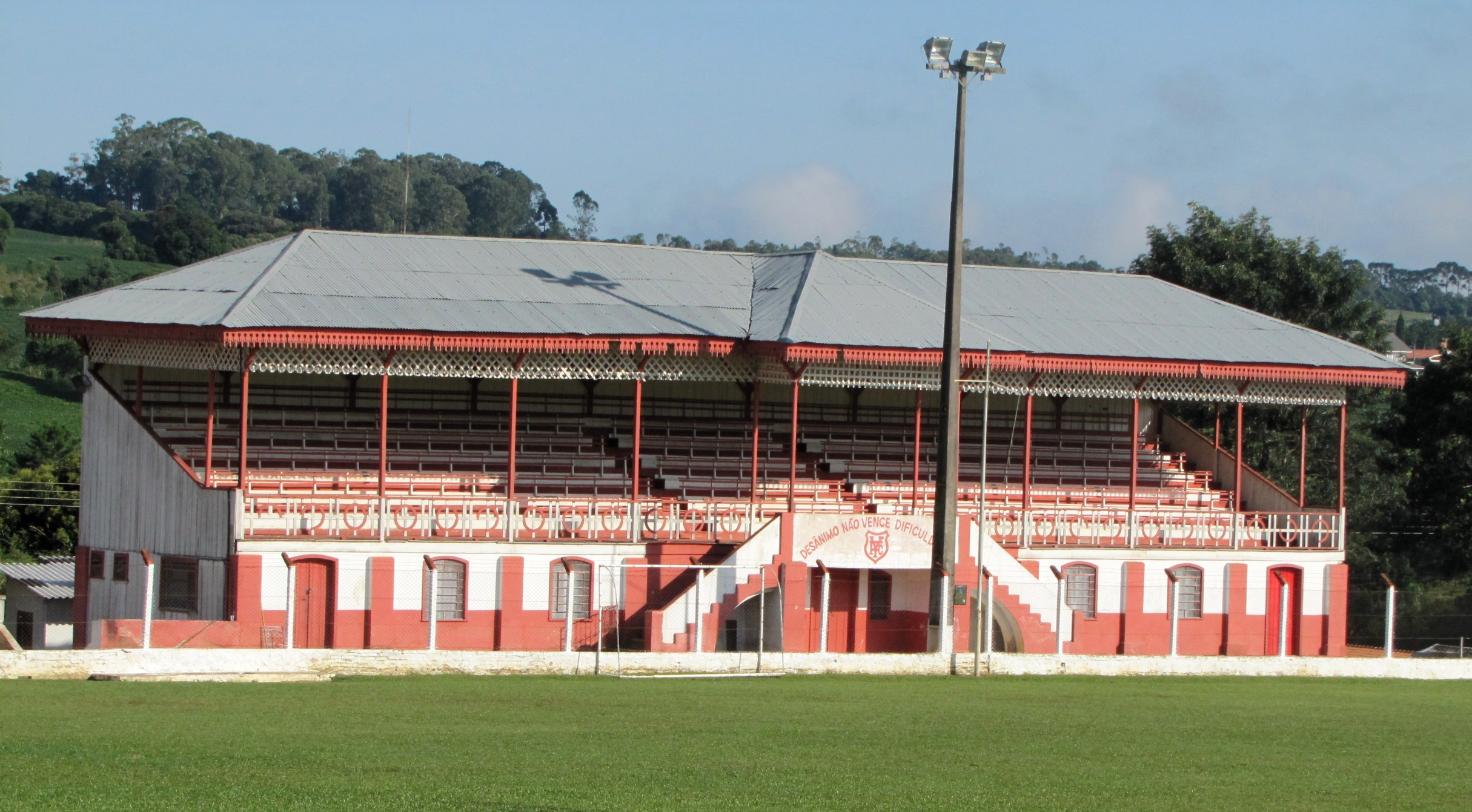
Voetbalstadion.